# Michael Hanfstängl
Michael Hanfstängl (* 1959 in Essen) ist ein deutscher evangelisch-lutherischer Pastor, Theologe und Missionswissenschaftler. Er war von 2005 bis 2010 Direktor des Leipziger Missionswerks.

## Werdegang
Hanfstängl wuchs im Ruhrgebiet auf und erlebte dort Kirche als Ort der Hoffnung, der Gemeinschaft und des Engagements.
Er studierte Philosophie und Theologie in München und Frankfurt am Main und wurde 1987 ordiniert. Es folgten eine Tätigkeit in der kirchlichen Jugendarbeit sowie ein Aufbau-Studium in Volkswirtschaftslehre.
Er wechselte zur Nordelbischen Kirche nach Hamburg. Ab 1991 war er Pastor und Referent im damaligen Nordelbischen Missionszentrum (NMZ) in Hamburg, zunächst im Referat „Kirchlicher Weltdienst“ mit Besuchen in Papua-Neuguinea und Brasilien und ab Sommer 1994 als Afrika-Referent. In den ersten drei Jahren im NMZ lag sein Schwerpunkt in der Themensynode „Weltwirtschaft und Gerechtigkeit“, die zur Gründung der Kampagne „Erlassjahr 2000“ zugunsten eines Schuldenerlasses für die ärmsten Länder mit beigetragen hat.
Hanfstängl reiste oft dienstlich nach Tansania, wo er Versöhnungsarbeit (Vergebung für Taten aus der deutschen Kolonialzeit; Maji-Maji-Aufstand 1905) leistete.
Im Januar 2005 trat Michael Hanfstängl sein Amt als Direktor des Leipziger Missionswerkes an. Schwerpunkt seiner fast sechsjährigen Dienstzeit waren die Kontakte des Missionswerkes und der damaligen drei Trägerkirchen – der Evangelischen Kirche in Mitteldeutschland, der Evangelisch-Lutherischen Landeskirche Mecklenburgs und der Evangelisch-Lutherischen Landeskirche Sachsens – zu den Partnerkirchen in Tansania, Papua-Neuguinea und Indien. Er rief das Programm „Mission to the North“ ins Leben, das Missionare aus den Partnerkirchen zu gemeinsamen Einsätzen in den Trägerkirchen des Missionswerkes nach Deutschland holt. Er war auch als internationaler Berater für den Lutherischen Weltbund tätig.
Aktuell (Stand: September 2022) ist Hanfstängl in der „Pfarrstelle für Mission, Ökumene und Gerechtigkeit“ tätig, die zum Netzwerk der „Ökumenischen Arbeitsstellen“ aller Kirchenkreise der Nordkirche gehört. Mit Wirkung vom 1. Januar 2023 wird er in den Ruhestand versetzt.

## Ehrung
- 2006: Ehrendoktor der Akademie für ökumenische indische Theologie und Kirchenverwaltung in Chennai

## Familie
Michael Hanfstängl ist verheiratet mit Eva Hanfstängl (ebenfalls lange Zeit im Bereich der kirchlichen Entwicklungsarbeit tätig).